# Schloss Inzersdorf im Kremstal

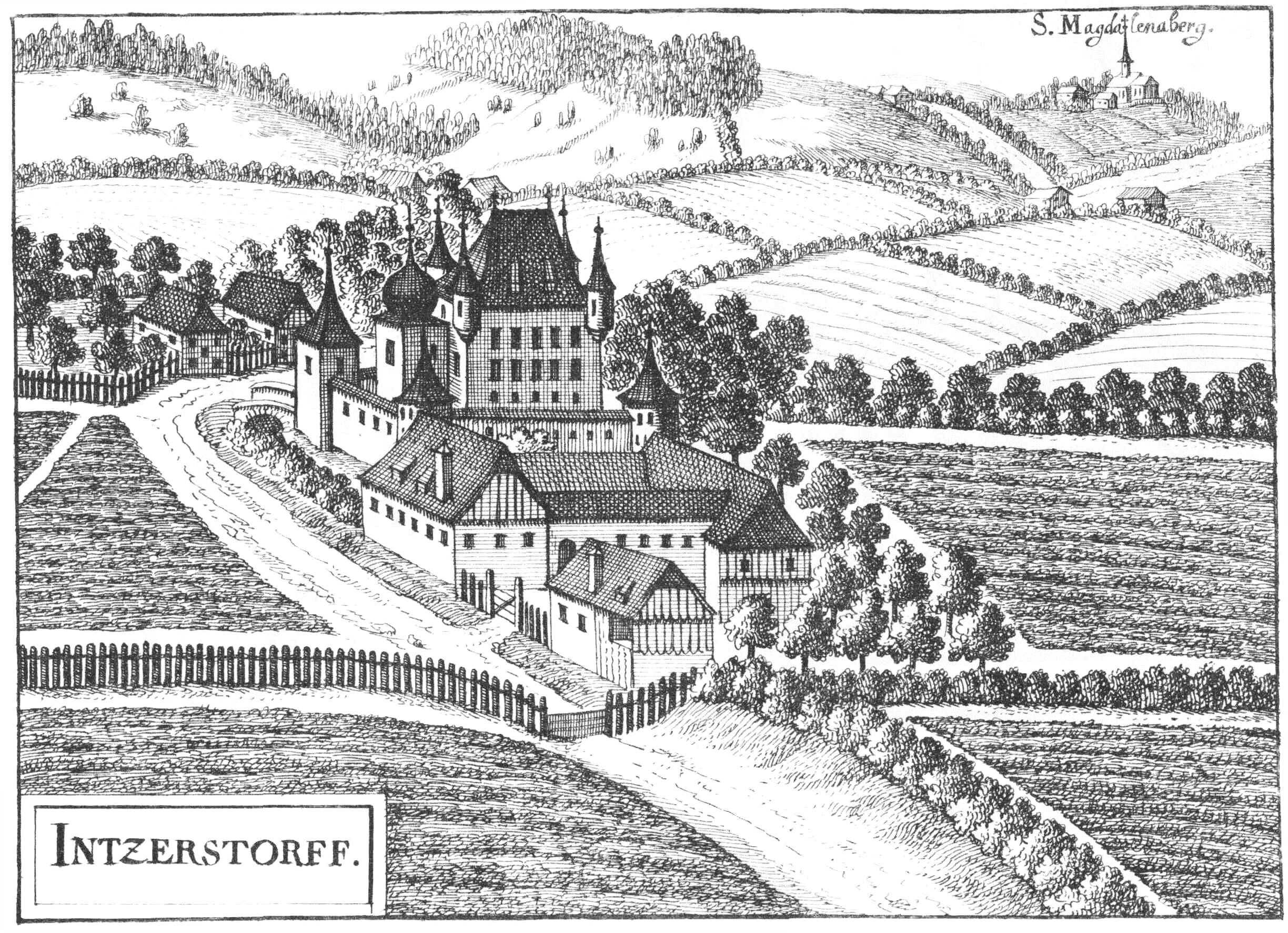
Schloss Inzersdorf nach einem Stich von Georg Matthäus Vischer von 1674

Das Schloss Inzersdorf lag in der Gemeinde Inzersdorf im Kremstal im Bezirk Kirchdorf von Oberösterreich (Hauptstraße 18).

## Geschichte
Inzersdorf scheint im Jahr 1111 im Besitz des Stiftes St. Florian auf. 1185 wird als Besitzer Chunrad von Inzersdorf erwähnt. Nachfolger im Besitz wurde Gottfried von Boxleiten. 1378 wird ein Friedrich der Pudminger als Besitzer genannt. Dieser verkaufte das Schloss 1417 an das Kloster Schlierbach. Von 1571 bis 1577 war Christoph Haydn zuerst der Verwalter von Inzersdorf, 1590 wurde er als Besitzer genannt. Ihm folgte zwischen 1601 und 1608 Urban Fux Hauspfleger.
Wie auf dem Stich von Georg Matthäus Vischer von 1674 zu sehen ist, bestand Schloss Inzersdorf im 17. Jahrhundert aus einem viergeschoßigen Haupttrakt mit Scharwachtürmen an den vier Ecken und einen vorgelagerten Turm mit Zwiebelhelm, der den Eingang darstellte. Das Schloss war mit einer Mauer umgeben, die mit Ecktürmen versehen war. Daneben lagen ein Meierhof und weitere Nebengebäude (Gerichtsgebäude).
Anfang des 18. Jahrhunderts kam Inzersdorf an Graf Franz Siegmund Engl von Seisenburg.
Noch 1706 nannte sich Christoph Albrecht Haydn von Dorff auf Inzersdorf und Lindach. Auch 1713 erscheint ein Christoph Adam Hayden von Dorff, Herr auf Lindach, Weyr und Inzersdorf in den Urkunden des Stiftes Kremsmünster. 1736 ist noch dieser Christoph Adam Hayden von Dorff auf Inzersdorf und Lindach erwähnt. Erst 1750 wird Christoph Franz Hayden von Dorf, ohne den Zusatz Inzersdorf genannt.

## Schloss Inzersdorf heute
Heute ist nach örtlicher Überlieferung davon auszugehen, dass das alte Gemeindeamt von Inzersdorf in einem Restbestand des Schlosses untergebracht war. Die im ersten Stock angebrachten verzierten Fensterkörbe aus Schmiedeeisen waren jedenfalls ungewöhnlich. 
 Das alte Gemeindeamt wurde im April 2020 abgerissen.
Hinsichtlich des nebenliegenden Gasthofes Dorfstub’n wird vermutet, dass es früher ein Schlosstrakt war und dass die heute noch vorhandenen Tonnengewölbe im Inneren aus dieser Zeit stammen.

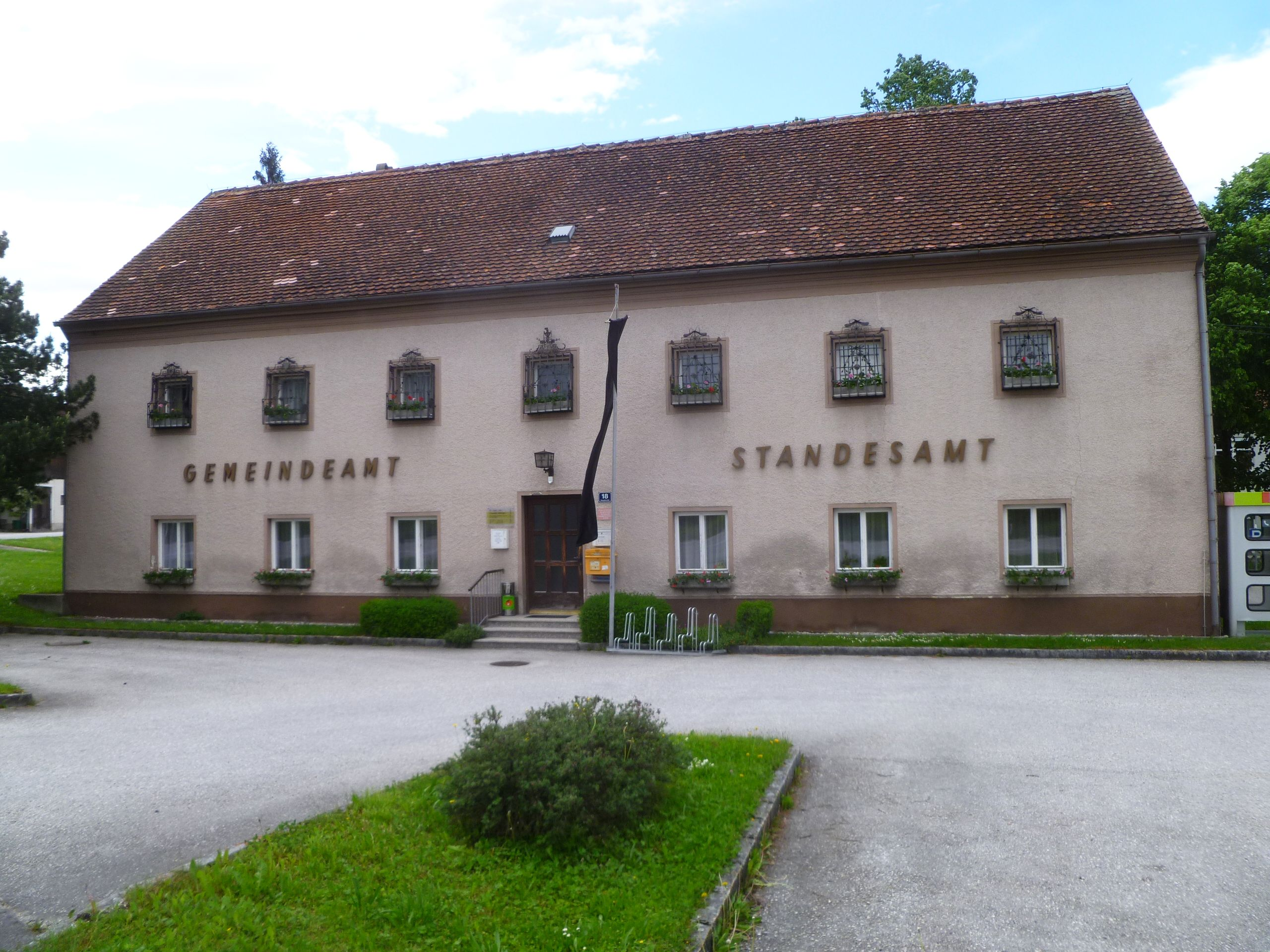
Inzersdorf: Gemeindeamt
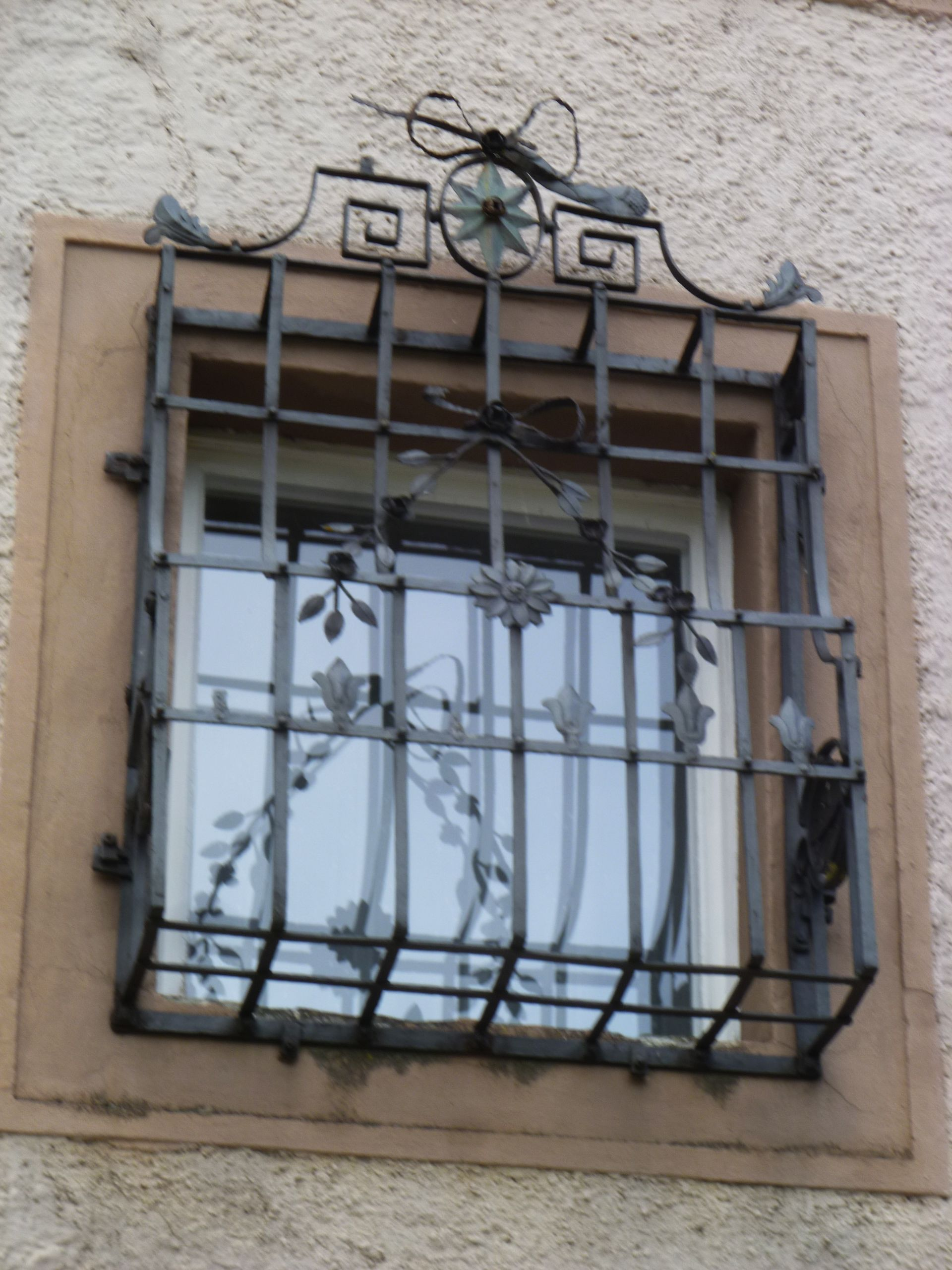
Fensterkörbe auf dem Gemeindeamt
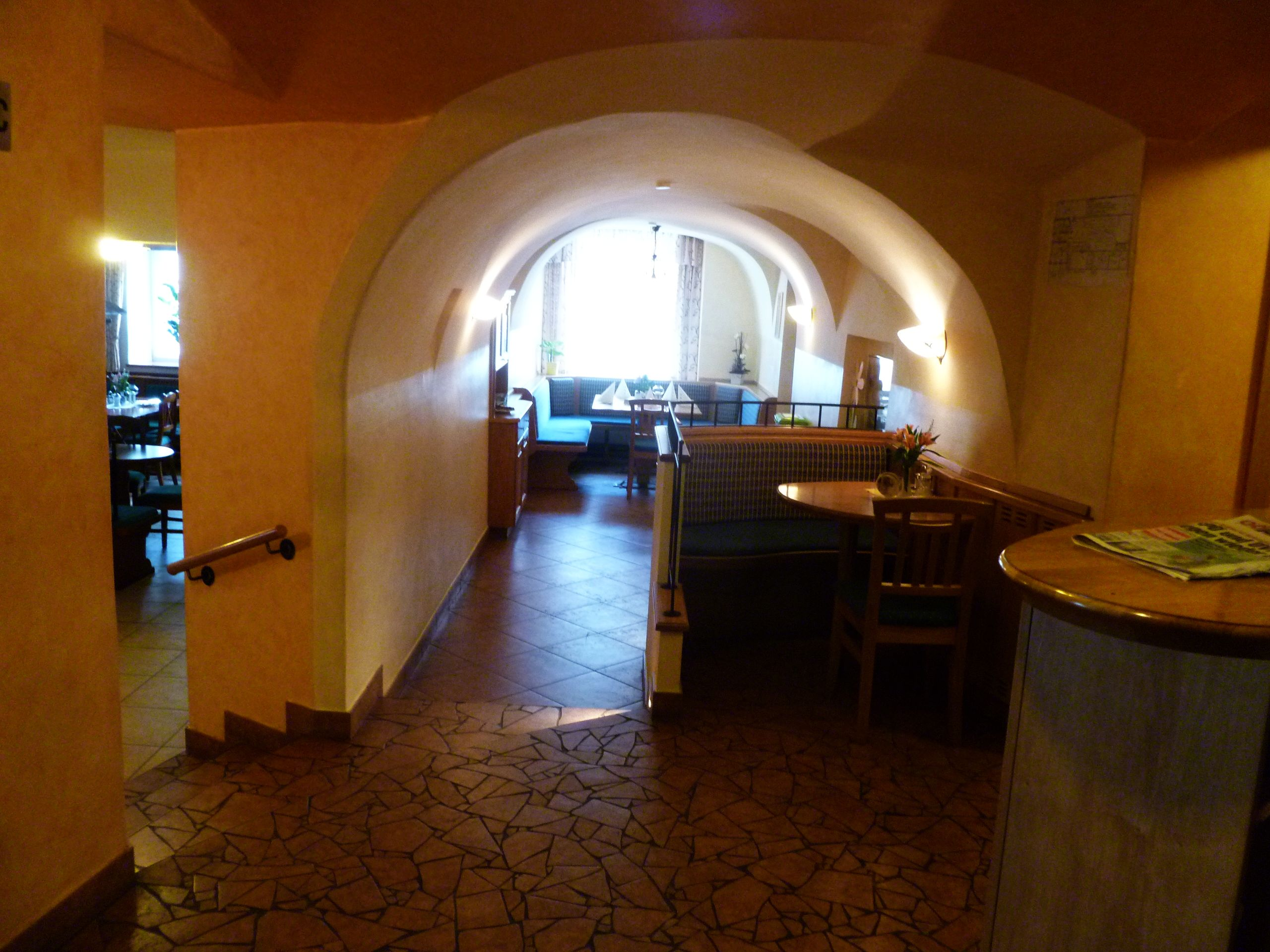
Gewölbe im Gasthof Dorfstub’n
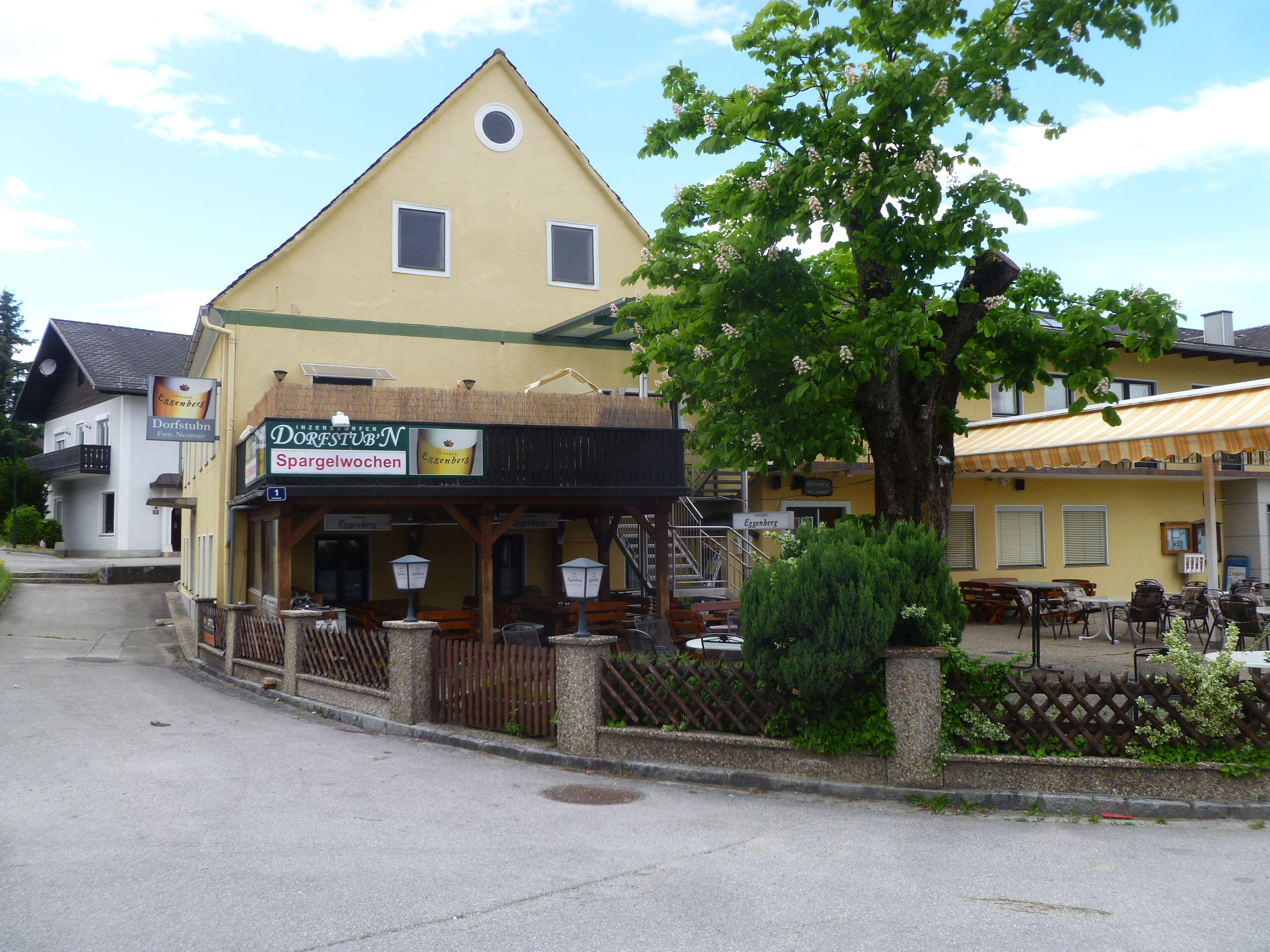
Gasthof Dorfstub’n